# Eugenia anastomosans
Eugenia anastomosans är en myrtenväxtart som beskrevs av Dc.. Eugenia anastomosans ingår i släktet Eugenia och familjen myrtenväxter. Inga underarter finns listade i Catalogue of Life.